# Otmar Petschnig
Otmar Petschnig (* 18. Juni 1925 in Klagenfurt, Kärnten; † 11. Oktober 1991 ebenda) war ein österreichischer Politiker der Österreichischen Volkspartei (ÖVP).

## Ausbildung und Beruf
Nach dem Besuch der Volksschule ging er an ein Gymnasium und maturierte im Jahr 1943. Am 2. September desselben Jahres beantragte er die Aufnahme in die NSDAP und wurde rückwirkend zum 20. April 1943 aufgenommen (Mitgliedsnummer 9.652.786). Zwischen 1947 und 1950 ging er als Werkstudent an die Hochschule für Welthandel. 1950 schloss er das Studium mit dem Titel Dipl.-Ing. ab. Von 1946 bis 1952 war er Angestellter. Zwischen 1953 und 1969 war er Gesellschafter der Firma Franz Fleischmann OHG. Im Jahr 1969 war er geschäftsführender Gesellschafter der Firma Fleischmann und Petschnig-Dachdeckungsgesellschaft m.b.H. & Co. KG. 1972 gründete er die Firma Estrich-Bau Ges.m.b.H. und war dann geschäftsführender Gesellschafter dieser Firma. Er trug den Titel Kommerzialrat.

## Politische Funktionen
- 1973: Mitglied des Gemeinderates der Landeshauptstadt Klagenfurt (Obmann des Planungsausschusses)
- 1974: Kurator des Wirtschaftsforschungsinstitutes (WIFI) der Kammer der gewerblichen Wirtschaft für Kärnten
- 1977: Obmann-Stellvertreter des Österreichischen Wirtschaftsbundes, Landesgruppe Kärnten

## Politische Mandate
- 1. Juli 1983 bis 29. Oktober 1984: Mitglied des Bundesrates (XVI. Gesetzgebungsperiode), ÖVP